# Kreis Plön
Kreis Plön is een Kreis in de Duitse deelstaat Sleeswijk-Holstein. De Kreis telt 129.353 inwoners (31 december 2020) op een oppervlakte van 1.082,71 km². Kreisstadt is de gelijknamige stad.

## Geografie
In het noorden ligt Plön aan de Oostzee. Aan de noordwestzijde gaat de Oostzee over in de Kieler Fjord, Plön grenst daar aan de hoofdstad van Sleeswijk-Holstein: Kiel. In het westen grenst de Kreis verder aan Rendsburg-Eckernförde en Neumünster. In het zuiden ten slotte grenst Plön aan de Kreisen Segeberg en Oost-Holstein.

## Geschiedenis
Plön ontstond als Kreis in 1867 nadat Pruisen in dat jaar het bestuur over Holstein had overgenomen van Oostenrijk.
Na de oorlog was Plön een van de gebieden waar relatief veel Vertriebenen werden opgevangen. Het inwonertal in 1946 was bijna het dubbele van dat in 1939.

## Politiek

### Bondsdag
Plön vormt sinds 1976 samen met Neumünster het kiesdistrict Plön-Neumünster. Het huidige direct gekozen lid (sinds 2009) is Philipp Murmann van de CDU. De zetel wisselt regelmatig tussen CDU en SPD.

### Landdag
Bij de verkiezingen voor de Landdag in 2012 was Plön verdeeld in twee districten, die beiden ook voor een deel gemeenten in de aangrenzende Landkreis Oost-Holstein omvatten. Het noordelijke kiesdistrict koos voor een SPD kandidaat als direct gekozen districtslid, het zuidelijke kiesdistrict voor een CDU-lid.

### Kreisdag
De laatste verkiezingen voor de Kreistag vonden plaats op 26 mei 2013. De samenstelling van de Kreisdag is:
- CDU 17 zetels
- SPD 13 zetels
- Grüne 7 zetels
- Freie Wähler 1 zetel
- Freie Wählergemeinschaft Kreis Plön 2 zetels
- FDP 2 zetels
- Die Linke 1 zetel
- Onafhankelijke lijst 2 zetels

## Steden en gemeenten
Het district Plön wordt ingedeeld in:
| Amtvrije gemeenten                                                                    | Amtvrije gemeenten |
| ------------------------------------------------------------------------------------- | ------------------ |
| - Ascheberg - Bönebüttel - Bösdorf - Plön, stad - Preetz, stad - Schwentinental, stad |                    |

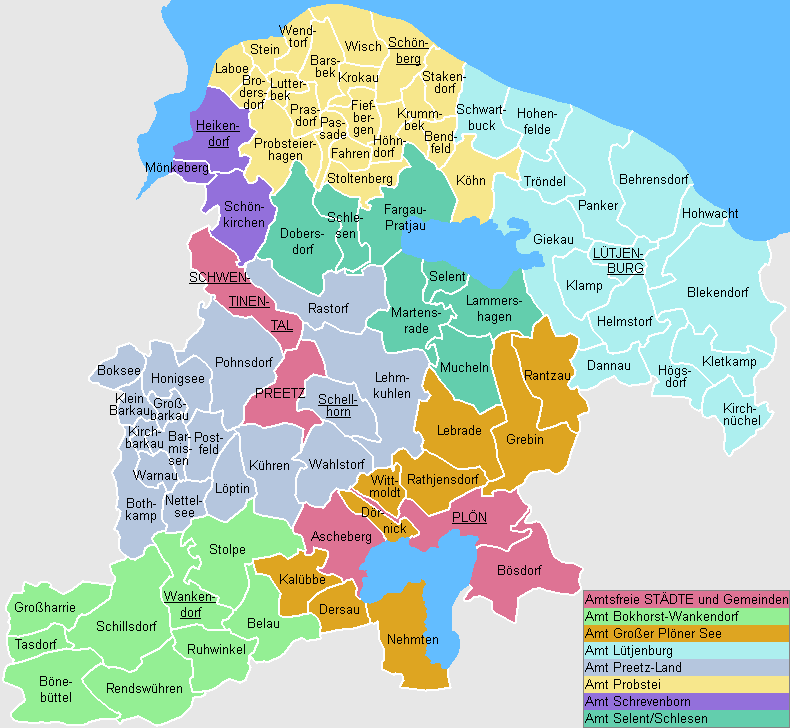
De indeling

Ämter met deelnemende gemeenten (* = bestuurszetel)
| - 1. Amt Bokhorst-Wankendorf 1. Belau 2. Großharrie 3. Rendswühren 4. Ruhwinkel 5. Schillsdorf 6. Stolpe 7. Tasdorf 8. Wankendorf* - 2. Amt Großer Plöner See [zetel: Plön] (Gemeente Bosau, Kreis Ostholstein maakt deel uit van dit Amt) 1. Dersau 2. Dörnick 3. Grebin 4. Kalübbe 5. Lebrade 6. Nehmten 7. Rantzau 8. Rathjensdorf 9. Wittmoldt | - 3. Amt Lütjenburg 1. Behrensdorf (Ostsee) 2. Blekendorf 3. Dannau 4. Giekau 5. Helmstorf 6. Högsdorf 7. Hohenfelde 8. Hohwacht (Ostsee) 9. Kirchnüchel 10. Klamp 11. Kletkamp 12. Lütjenburg*, stad 13. Panker 14. Schwartbuck 15. Tröndel - 4. Amt Preetz-Land 1. Barmissen 2. Boksee 3. Bothkamp 4. Großbarkau 5. Honigsee 6. Kirchbarkau 7. Klein Barkau 8. Kühren 9. Lehmkuhlen 10. Löptin 11. Nettelsee 12. Pohnsdorf 13. Postfeld 14. Rastorf 15. Schellhorn* 16. Wahlstorf 17. Warnau | - 5. Amt Probstei 1. Barsbek 2. Bendfeld 3. Brodersdorf 4. Fahren 5. Fiefbergen 6. Höhndorf 7. Köhn 8. Krokau 9. Krummbek 10. Laboe 11. Lutterbek 12. Passade 13. Prasdorf 14. Probsteierhagen 15. Schönberg (Holstein)* 16. Stakendorf 17. Stein 18. Stoltenberg 19. Wendtorf 20. Wisch - 6. Amt Schrevenborn 1. Heikendorf* 2. Mönkeberg 3. Schönkirchen - 7. Amt Selent/Schlesen [zetel: Schwentinental] 1. Dobersdorf 2. Fargau-Pratjau 3. Lammershagen 4. Martensrade 5. Mucheln 6. Schlesen 7. Selent |

Ascheberg (Holstein) ·
Barmissen ·
Barsbek ·
Behrensdorf ·
Belau  ·
Bendfeld ·
Blekendorf ·
Boksee ·
Bönebüttel ·
Bösdorf ·
Bothkamp ·
Brodersdorf ·
Dannau ·
Dersau ·
Dobersdorf ·
Dörnick ·
Fahren ·
Fargau-Pratjau ·
Fiefbergen ·
Giekau ·
Grebin ·
Großbarkau ·
Großharrie ·
Heikendorf ·
Helmstorf ·
Högsdorf ·
Hohenfelde ·
Höhndorf ·
Hohwacht ·
Honigsee ·
Kalübbe ·
Kirchbarkau ·
Kirchnüchel ·
Klamp ·
Klein Barkau ·
Kletkamp ·
Köhn ·
Krokau ·
Krummbek ·
Kühren ·
Laboe ·
Lammershagen ·
Lebrade ·
Lehmkuhlen ·
Löptin ·
Lütjenburg ·
Lutterbek ·
Martensrade ·
Mönkeberg ·
Mucheln ·
Nehmten ·
Nettelsee ·
Panker ·
Passade ·
Plön ·
Pohnsdorf ·
Postfeld ·
Prasdorf ·
Preetz ·
Probsteierhagen ·
Rantzau (gemeente) ·
Rastorf ·
Rathjensdorf ·
Rendswühren ·
Ruhwinkel ·
Schellhorn ·
Schillsdorf ·
Schlesen ·
Schönberg (Holstein) ·
Schönkirchen ·
Schwartbuck ·
Schwentinental ·
Selent ·
Stakendorf ·
Stein ·
Stolpe ·
Stoltenberg ·
Tasdorf ·
Tröndel ·
Wahlstorf ·
Wankendorf ·
Warnau ·
Wendtorf ·
Wisch ·
Wittmoldt